# Präbiotische Ammoniaksynthese

Anaerobe Bakterien, deren archaischer Stoffwechsel Eisen und Schwefel einbezieht, existieren noch heute – in der unterseeischen Eisen-Schwefel-Welt wurde möglicherweise Stickstoff zu Ammoniak mit umgewandelt

Unter dem Begriff präbiotische Ammoniaksynthese versteht man naturwissenschaftliche Modelle und Theorien über die Entstehung von Ammoniak ohne Mitwirkung lebender Organismen, insbesondere auf der noch unbelebten Ur-Erde (von lat. prae-, „vor“ und griech. bios, „Leben“).

## Ammoniak aus vulkanischen Gasen
Die Bildung von Ammoniak und organischen Stickstoff-Verbindungen durch die chemische Evolution wurde zunächst mit Hilfe der Ursuppen-Theorie und des Miller-Urey-Experimentes erklärt, wobei das benötigte Ammoniakgas vulkanischen Exhalationen auf der Urerde entstammen sollte.

## Ammoniak aus der Eisen-Schwefel-Welt unterseeischer Vulkane

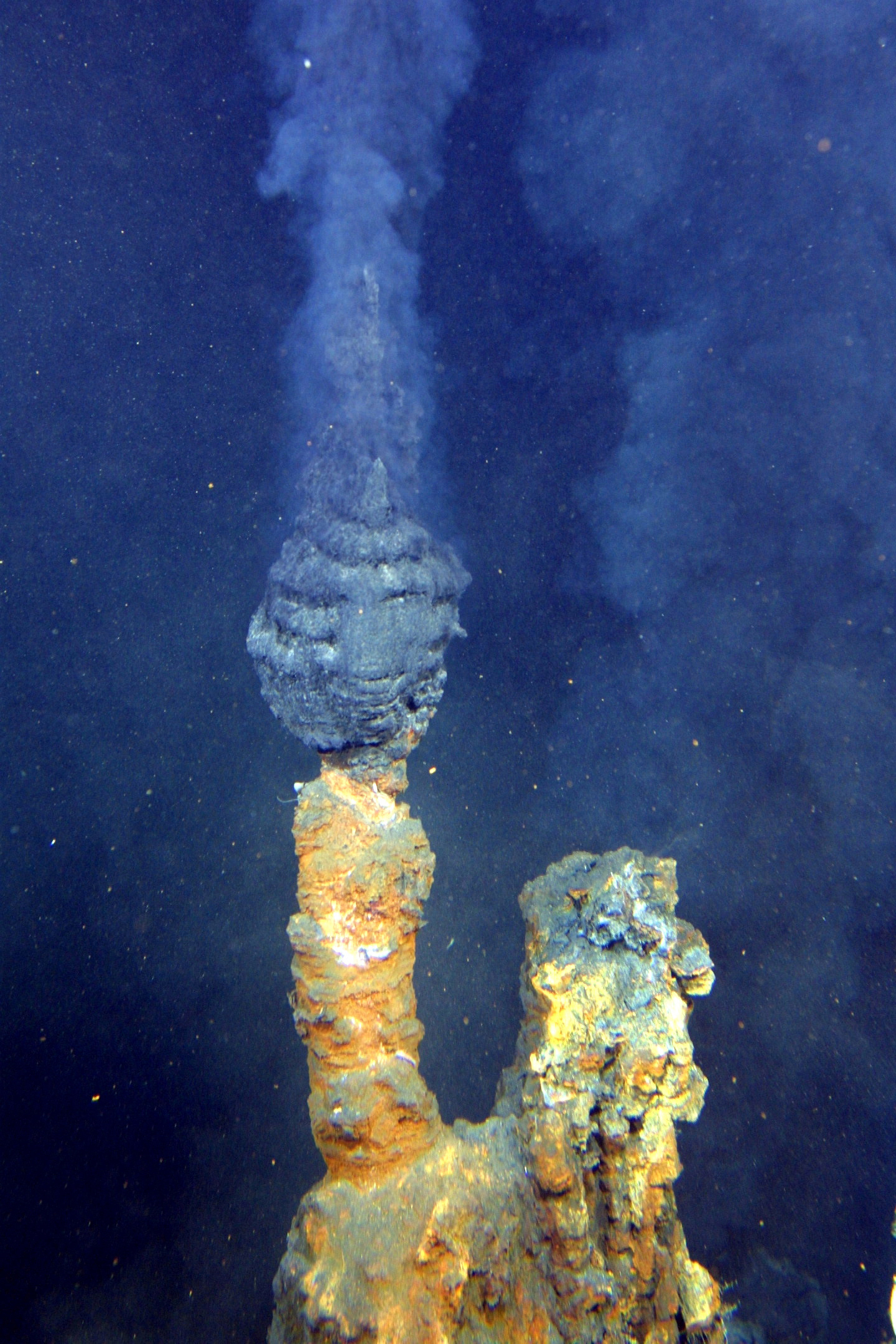
Schwarzer Raucher

Im Rahmen des Modells der Eisen-Schwefel-Welt von Günter Wächtershäuser wurde 2002/2003 von Weigand und Kreisel in Jena nachgewiesen, dass Ammoniak auch durch eine chemische Reaktion von molekularem Stickstoff in einer wässrigen Suspension von frisch ausgefallenem Eisen(II)-sulfid zu Ammoniak, Wasserstoffgas und Pyrit reagieren kann.
Weigand und Kreisel griffen die Kritik an Miller auf, nach der die von ihm verwendeten Mengen an Methan, Ammoniak und Wasserstoff in dem Ursuppen-Experiment zu hoch angesetzt waren – die Menge organischer Produkte fiel deutlich geringer aus, wenn die von Geologen vermuteten Konzentrationen dieser Stoffe in der Uratmosphäre der Erde eingesetzt wurde. Weigand und Kreisel zeigten hingegen, dass ihr Experiment auch bei Atmosphärendruck, ohne Enzyme und bei Temperaturen von rund 80 °C ablaufen konnte – Bedingungen, wie sie in der Eisen-Schwefel-Welt der Tiefseevulkane herrschen.
Treibende Kraft der Reaktion ist hierbei die partielle Oxidation von Eisen(II)-sulfid (FeS) und Schwefelwasserstoff (H2S) zu Pyrit (Eisendisulfid, FeS2) und Wasserstoffgas (H2).
Die Stickstoffmoleküle docken dabei an der Oberfläche frisch ausgefallener Eisensulfid-Partikel an, was die Stickstoff-Stickstoff-Dreifachbindung so schwächt, dass Wasserstoffionen mit den Stickstoffatomen zu Ammoniak reagieren können – ähnlich wie an der Oberfläche der beim Haber-Bosch-Verfahren eingesetzten Katalysatoren der industriellen Ammoniakerzeugung.